# Fualopa
Fualopa – niewielka, bezludna wyspa położona na Oceanie Spokojnym, w archipelagu Tuvalu, w zachodniej części atolu Funafuti.
Fualopa jest częścią ustanowionego w 1996 roku Obszaru Chronionego Kogatapu, mającego na celu zachowanie naturalnej fauny i flory tego obszaru.